# Tara Babulfath
Tara Babulfath, née le 3 janvier 2006 à Stockholm, est une judoka suédoise. En 2024, elle remporte une médaille de bronze lors des championnats du monde de judo, puis une médaille de bronze lors des jeux olympiques d'été à Paris quelques semaines plus tard.

## Biographie
Tara Babulfath est née le 3 janvier 2006 à Stockholm en Suède.
Elle est la fille du lutteur suédoise d'origine iranienne Mohammad Babulfath (en) et de la lutteuse Ida Hellström (sv).

### Carrière
En 2024, elle remporte la médaille de bronze lors des championnats du monde à Abou Dabi, ce qui lui permet de se qualifier pour les Jeux olympiques. C'est la première médaillée suédoise dans cette compétition depuis 38 ans. Elle emporte également l'or du Grand Chelem de Bakou — devenant la plus jeune gagnante de l'histoire du tournoi — suivi d'une médaille de bronze au Tournoi de Tachkent.
Aux Jeux olympiques de 2024, elle remporte la médaille de bronze, battant par ippon en petite finale la Kazakhe Abiba Abhuzhakynova. C'est la première médaille de la Suède en judo aux Jeux.

## Palmarès

### Compétitions internationales
| Date | Compétiion            | Lieu      | Résultat | Catégorie      |
| ---- | --------------------- | --------- | -------- | -------------- |
| 2024 | Championnats du monde | Abou Dabi | 3e       | Moins de 48 kg |
| 2024 | Jeux olympiques       | Paris     | 3e       | Moins de 48 kg |

### Masters, Tournois Grand Chelem et Grand Prix
| Année | Compétition  | Lieu     | Résultat | Catégorie      |
| ----- | ------------ | -------- | -------- | -------------- |
| 2024  | Grand Chelem | Bakou    | 1re      | Moins de 48 kg |
| 2024  | Grand Chelem | Tachkent | 3e       | Moins de 48 kg |
| 2025  | Grand Chelem | Paris    | 3e       | Moins de 48 kg |
| 2025  | Grand Chelem | Bakou    | 2e       | Moins de 48 kg |
| 2025  | Grand Chelem | Tbilissi | 3e       | Moins de 48 kg |